# Horlivka
Horlivka ou Gorlivka (em ucraniano:  Горлівка; em russo:  Горловка) é uma cidade do oblast de Donetsk, Ucrânia. A cidade foi fundada como um assentamento por Pyotr Gorlov em 1867 mas não passou de uma série de campos de mineração até uma rápida expansão na década de 1930. Durante a revolução russa de 1905, foi cenário de uma revolta armada. Atualmente, muitas das minas fecharam, reduzindo a população local em mais de 10% durante a década de 1990.